# Guinan
Guinan je fiktivní postava v televizních sci-fi seriálech Star Trek: Nová generace a Star Trek: Picard.
Guinan byla záhadnou barmankou v baru Přední desítka na palubě hvězdné lodi USS Enterprise-D. Byla vyhledávaná pro své dobré rady, které se často ukázaly jako neocenitelné. Pochází z rasy El-Auriánů, naslouchačů, jejichž domovskou planetu zničili Borgové a přeživší El-Auriané se rozptýlili po celé galaxii. V roce 2293 zůstala část její osobnosti zachycena v anomálii zvané Nexus a od té doby má zvláštní smysl pro vnímání časových anomálií.